# Labyrinten (roman)
Labyrinten är en roman av Kate Mosse. 
Boken var en bästsäljare i både Storbritannien och USA när den kom ut 2005, och den har översatts till 38 språk, inklusive svenska (2007, Norstedts). Romanen utspelar sig huvudsakligen i sydvästra Frankrike, i och kring staden Carcassonne, med två parallellberättelser, en i nutid och en på 1200-talet. Som titeln antyder spelar en labyrint en central roll i boken, liksom den religiösa förföljelsen av katarer.
Som äventyrsbok med historiska kopplingar till forntida mysterier rör sig Labyrinten i samma genre som Da Vinci-koden. Den skiljer sig dock från de flesta äventyrsberättelser genom sina aktiva kvinnliga huvudpersoner, både hjältar och skurkar. Den har även givit upphov till en TV-serie 2012.